# Rudolf Mansfeld
Rudolf Mansfeld, född 17 januari 1901, död 1960, var en tysk botaniker och agronom.
Han utarbetade principer för klassificering av odlade växter och lade grunden till en vetenskaplig bas för upprättande och bevarande av stora genbanker av kulturväxter.

## Befattningar
Rudolf Mansfeld var kurator vid Botaniska trädgården och Botaniska museet i Berlin–Dahlem i över 20 år. Där studerade han speciellt Orchidaceae (orkideer) och Euphorbiaceae (törel).
Efter andra världskriget rekryterades han som laboratorietekniker vid Gaterslebeninstitutet.
1949 efterträdde han Werner Rothmaler (1908–1962) avdelningsföreståndare. Under sina sista 10 år vid Gatersleben tjänstgjorde han vid systematikavdelningen.

## Minnesskrift
Dem Andenken Rudolf Mansfelds (1901-1960), 19 sidor, 1962
Auktorsnamnet Mansf. kan användas för Rudolf Mansfeld i samband med ett vetenskapligt namn inom botaniken; se Wikipediaartiklar som länkar till auktorsnamnet.